# Nomophylakes
Mit Nomophylakes (altgriechisch νομοφύλακες ‚Gesetzeswächter‘) wurde im antiken Athen klassischer Zeit eine siebenköpfige Aufsichtsbehörde bezeichnet, die die Einhaltung von Gesetzen und Volksbeschlüssen kontrollierte. Dieser Behörde oblag auch die Verwahrung der Staatsurkunden. Ihre Existenz ist für das 5. und 4. Jahrhundert v. Chr. bezeugt. Die Organisation der Nomophylakes gab es auch in anderen griechischen Städten Griechenlands und Kleinasiens. Ihr Einfluss war meist beschränkt.
Während hellenistischer Zeit sind Nomophylakes als untergeordnete Verwaltungsbeamte auch in Alexandria sowie in anderen Städten Ägyptens nachzuweisen.